# إيان رايت
إيان إدوارد رايت (بالإنجليزية: Ian Wright)‏، من مواليد 3 نوفمبر 1963 في لندن في إنجلترا، لاعب كرة قدم إنجليزي سابق.
لعب مع منتخب إنجلترا لكرة القدم منذ 1991 وحتى 1999، وشارك معهم في 31 مباراة وسجل 9 أهداف.

## روابط خارجية
- إيان رايت على موقع IMDb (الإنجليزية)
- إيان رايت على موقع ميوزك برينز (الإنجليزية)
- إيان رايت على موقع قاعدة بيانات الفيلم (الإنجليزية)
- إيان رايت على موقع الاتحاد الدولي (مؤرشف)  (الإنجليزية)
- إيان رايت على موقع الاتحاد الأوربي (الإنجليزية)
- إيان رايت على موقع قاعدة بيانات كرة القدم.إي يو (الإنجليزية)
- إيان رايت على موقع ليكيب (الفرنسية)
- إيان رايت على موقع ناشيونال فوتبول تيمز (الإنجليزية)
- إيان رايت على موقع Soccerbase.com (لاعب) (الإنجليزية)
- إيان رايت على موقع Soccerway.com (الإنجليزية)
- إيان رايت على موقع عالم كرة القدم.نت (الإنجليزية)